# 서울특별시교육청과학전시관
서울특별시교육청과학전시관(Seoul Science Park)은 학생과 교원의 과학체험활동 및 교육연수 등 과학과 관련된 교육 지원을 위해 목적으로 만들어진 서울특별시교육청 산하기관이다.

## 운영 방향

### 비전
과학?미래를 여는빛!
융합형 창의인재 육성

### 미션
학생에게 창의성을! 교사에게 전문성을! 시민에게 과학적 소양을!

## 조직
- 관장

| - 총무부 - 행정지원과 - 운영지원과 | - 기획운영부 - 남산분관 - 동부분관 - 남부분관 | - 교육연수부 |